# Layla (2024)
Layla ist ein britischer Spielfilm von Amrou Al-Kadhi aus dem Jahr 2024. Der Liebesfilm stellt eine arabische Dragqueen in den Mittelpunkt, die sich in einen weißen schwulen Mann verliebt. Die Hauptrollen übernahmen Bilal Hasna und Louis Greatorex. Das Werk wurde im Januar 2024 beim 40. Sundance Film Festival uraufgeführt.

## Handlung
London, während des Pride-Monats: Die junge arabische Dragqueen Layla ist zum ersten Mal verliebt. Ihr Angebeteter ist der weiße schwule Cis-Mann Max. Bald schon findet sich Layla in einer transformativen Beziehung wieder, die sie auf die Probe stellt, wer sie wirklich ist. Es droht ein Konflikt zwischen Identität und Verlangen auszubrechen.

## Hintergrund
Es handelt sich um das Spielfilmdebüt des preisgekrönten irakisch-britischen Autors, Regisseurs, Schauspielers und Drag-Performers Amrou Al-Kadhi. Er war unter anderem als Drehbuchautor an den Serien Little America und The Watch beteiligt, spielte in American Horror Stories mit und trat international mit der Drag Show Glamrou in Erscheinung. Sein Buch Life as a Unicorn wurde im Jahr 2022 mit dem Nachwuchspreis Somerset Maugham Award ausgezeichnet.

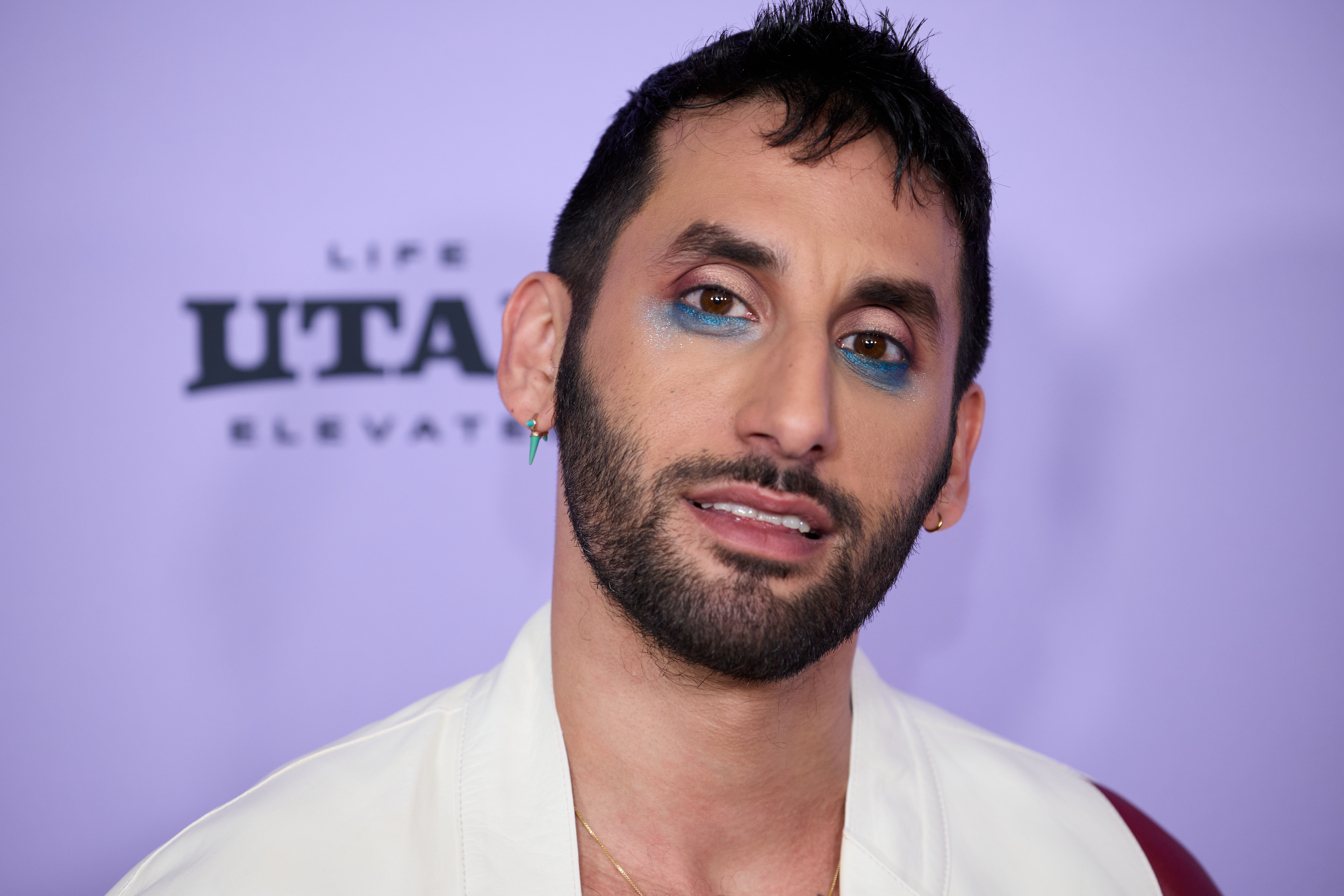
Amrou Al-Kadhi bei der Vorstellung seines Films auf dem Sundance Film Festival
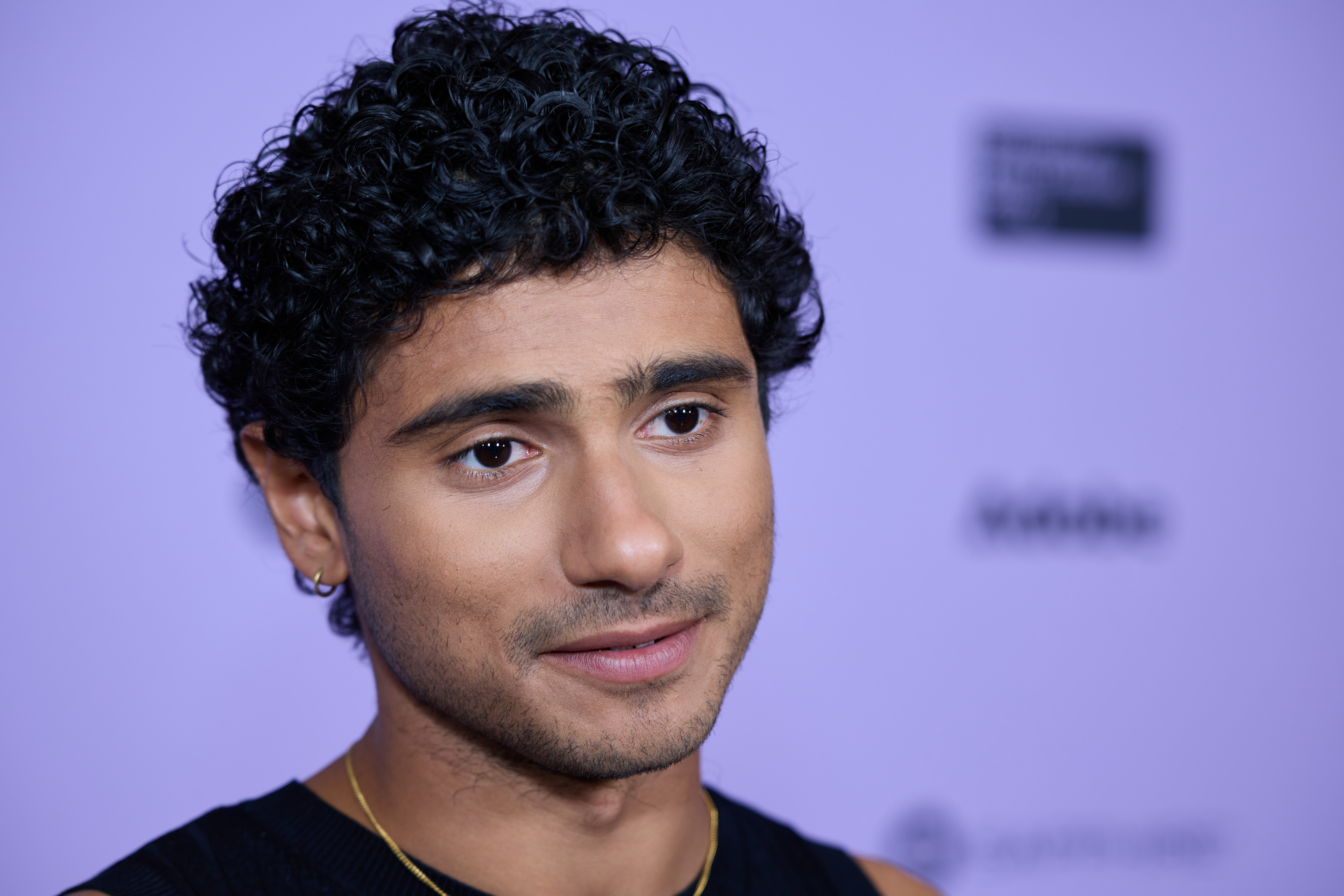
Hauptdarsteller Bilal Hasna
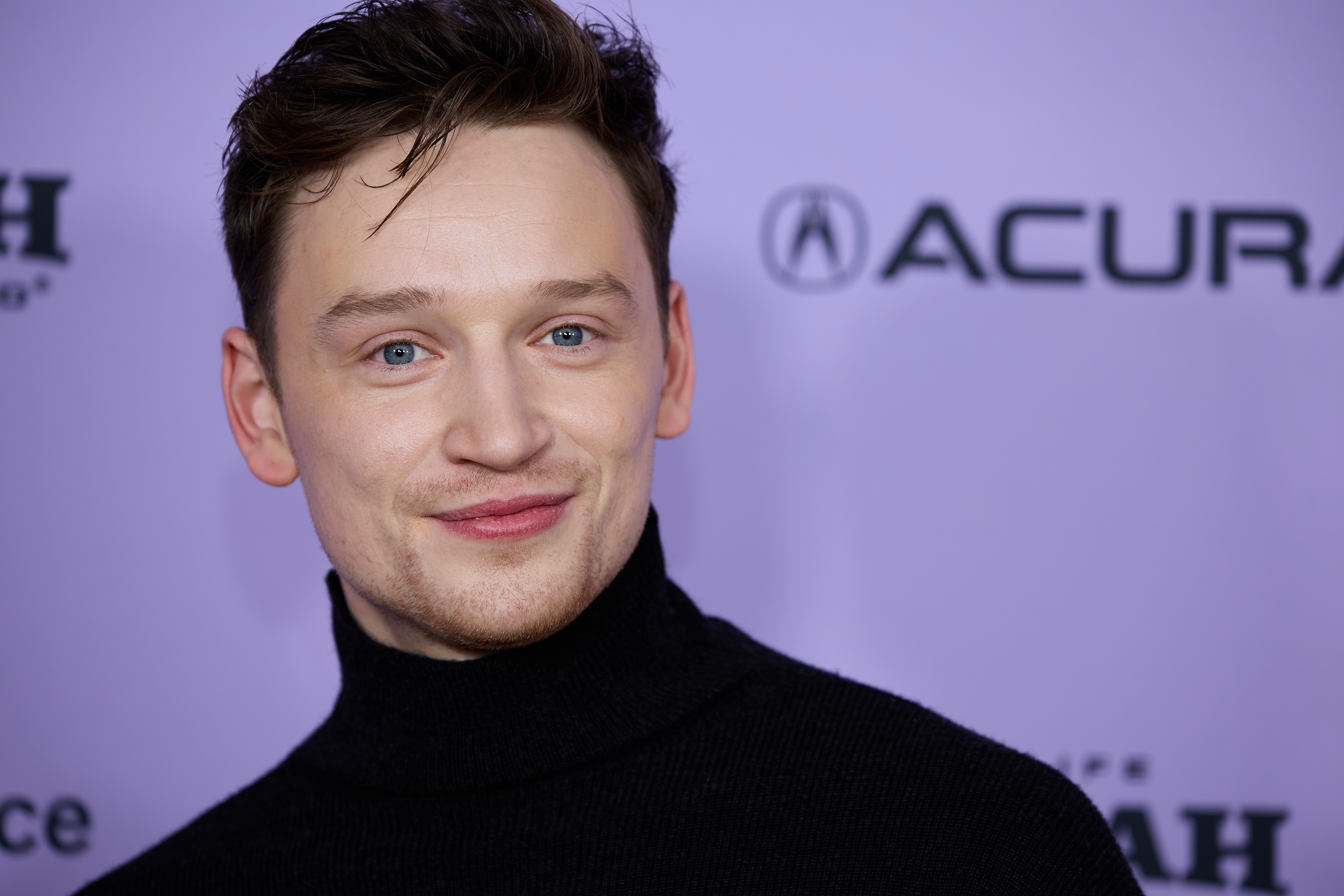
Hauptdarsteller Louis Greatorex

## Veröffentlichung
Layla wurde am 18. Januar 2024 im Rahmen des Sundance Film Festivals uraufgeführt. Dort war das Werk in den Hauptwettbewerb für ausländische Spielfilme aufgenommen worden.

## Auszeichnungen
Layla erhielt beim Sundance Film Festival 2024 eine Einladung in den Wettbewerb um den Hauptpreis für den besten ausländischen Spielfilm.